# Gloniaceae
Die Gloniales sind eine Ordnung der Pleosporomycetidae mit der einzigen Familie Gloniaceae innerhalb der Abteilung der Schlauchpilze.

## Merkmale
Die Gloniaceae formen als Fruchtkörper sogenannte Hysterothecien. Diese sind dunkel, manchmal mit einem deutlichen filzigen Subiculum, manchmal mit Stroma und dichotom verzweigt. Sie sind einzeln oder gesellig. Die Hysterothecien sind kugelig bis eiförmig, typischerweise mit einem dreischichtigen, zerbrechlichen Peridium. Dieses umschließt ein Hamathecium (das Gewebe zwischen den Schläuchen), das aus schmalen balkenartigen Pseudoparaphysen besteht. Die bitunicaten Schläuche entstehen basal, sind keulig bis zylindrisch und enthalten acht Sporen, die in einer Zweierreihe (biseriat) angeordnet sind. Sie sind durchscheinend bis gelblich und einfach septiert.

## Lebensweise und Verbreitung
Vertreter der Familie der Gloniaceae sind meistens saprob auf holzigem Gewebe, besonders auf Nacktsamern, auf Rinde, Holz oder auch Kieferzapfen, aber auch auf dem Boden. Die weit verbreitete Art Cenococcum geophilum bildet allerdings eine Ektomykorrhiza mit einer Vielzahl an Pflanzen. Sie sind weit verbreitet, besonders in gemäßigten Gebieten.

## Systematik und Taxonomie
Die Familie der Gloniaceae wurde bereits 1842 von August Karl Joseph Corda erstbeschrieben, der sie aber als Unterfamilie der Hysteriaceae beschrieb. 2009 wurde als Emendation die Familie von Eric W.A. Boehm, Conrad L. Schoch und Joseph W. Spatafora neu beschrieben. Sie wurde neben der Familie der Mytilinidiaceae in die Ordnung der Mytilinidiales innerhalb der Pleosporomycetidae gestellt. Die Gattungen Glonium und die Gattung Cenococcum mit der einzigen, weit verbreiteten Art Cenococcum geophilum zählten bislang zur Familie. Allerdings war diese Zuordnung durchaus noch umstritten. Daher wurde 2018 die Familie Gloniaceae in eine eigene Ordnung, die Gloniales gestellt.
Die Familie mit zurzeit (2020) drei Gattungen:
- Cenococcum
- Glonium
- Purpurepithecium